# Golfo de Zula
El golfo de Zula, también conocido como bahía Annesley, bahía de Arafali (Baia di Arafali), o golfo de Arafali, es un gran entrante del mar Rojo localizado en la costa de Eritrea, que toma el nombre de la localidad de Zula.
El golfo se encuentra cerca de la mitad de la costa Eritrea, entre la provincia de Foro y la península de Buri, de la provincia Ghelae'lo, ambas en la zona norteña del mar Rojo, conocida como Semenawi Keyih Bahri. La zona también marca la división territorial entre las etnias afar y saho.
- Datos: Q3773167